# Список народных артистов Молдовы
Ниже приведён список народных артистов Молдовы по годам присвоения звания. Список включает 199 народных артистов РМ (рум. Artist al Poporului).

## Народный артист Республики Молдова

### Дата не установлена (1 человек)
1. Павленко, Ион Георгиевич (05.12.1940) — солист оперы (бас)

### 1992 год (1 человек)
1. Курагэу, Михай Георгиевич (15.08.1943—24.12.2016) — актёр театра и кино

### 2008 год (8 человек)
1. 19 июля 2008 — Дани, Виталие[рум.] (1974) — артист-вокалист[1]
2. 19 июля 2008 — Москович, Константин Яковлевич (02.10.1962) — артист-инструменталист[1]
3. 26 ноября 2008 — Кодряну (Кодрян), Мария Петровна (23.08.1949) — солистка-вокалистка [2]
4. 26 ноября 2008 — Кваснюк, Иван Васильевич (08.07.1945 — 31.12.2020) — солист оперы Национального театра оперы и балета[2]
5. 26 ноября 2008 — Ивануш (Попов-Ивануш) Маргарита Васильевна (13.09.1949) — солистка-вокалистка[2]
6. 26 ноября 2008 — Тома (Фомичёва), Светлана Андреевна (24.05.1947) — актриса театра и кино[2]
7. 26 ноября 2008 — Закликовский, Владимир Павлович (01.12.1946) — солист оперы Национального театра оперы и балета[2]
8. 26 ноября 2008 — Завтони, Паулина Ильинична (26.10.1941) — актриса театра[2]

### 2009 год (19 человек)
1. 17 января 2009 — Гоя, Василе (29.03.1947) — композитор[3]
2. 17 января 2009 — Василаки, Александр Филимонович (18.07.1964) — режиссёр[3][4]
3. 26 марта 2009 — Бэтрынак (Чолаку), Ольга[рум.] (10.10.1949) — солистка-вокалистка[5]
4. 26 марта 2009 — Буймистру (Пуйкэ), Ана — солистка-вокалистка[5]
5. 26 марта 2009 — Бургилэ-Леонте, Елена — солистка-вокалистка[5]
6. 26 марта 2009 — Райбург Яков (Ян) — композитор и исполнитель эстрадной музыки[5]
7. 26 марта 2009 — Сербушка (Кэпрару), Иоана[рум.] — солистка-вокалистка[5]
8. 26 марта 2009 — Стратан, Павел — исполнитель авторской песни[5]
9. 17 июля 2009 — Донос, Андрей (21.10.1956) — солист Национального театра оперы и балета[6][7][8]
10. 17 июля 2009 — Ешану, Пётр — солист-вокалист Национальной филармонии имени Сергея Лункевича[6]
11. 17 июля 2009 — Гырнец, Илиан[англ.] — солист-инструменталист Органного зала[6]
12. 17 июля 2009 — Горшков, Юрий (27.06.1944—29.03.2022) — директор Национального хореографического колледжа[6][9]
13. 7 августа 2009 — Лозанчук, Александр (27.12.1950)[10]
14. 7 ноября 2009 — Казаку, Александр (07.11.1949) — артист-инструменталист[11]
15. 27 декабря 2009 — Бусуйок, Николае — солист оперы Национального театра оперы и балета[12]
16. 27 декабря 2009 — Коча, Александрина-Дидина — артистка Национального театра «Mihai Eminescu»[12]
17. 27 декабря 2009 — Герман, Елена — солистка оперы Национального театра оперы и балета[12]
18. 27 декабря 2009 — Лупан, Меланья — артистка Национального театра «Vasile Alecsandri», муниципий Бэлць[12]
19. 27 декабря 2009 — Штирбу, Леон (Ливиу) — композитор[12]

### 2010 год (31 человек)
1. 15 февраля 2010 — Чобану, Михаил — солист-вокалист Национальной филармонии имени Сергея Лункевича[13]
2. 15 февраля 2010 — Даскэлу, Ион — дирижёр оркестра народной музыки «Mugurel»[13]
3. 15 февраля 2010 — Греку, Александр — директор муниципального театра «Satiricus Ion Luca Caragiale»[13]
4. 15 февраля 2010 — Нямцу, Пётр — художественный директор и главный дирижёр оркестра народной музыки «Folclor»[13]
5. 25 марта 2010 — Таран, Игорь — актёр Театра драмы и комедии имени Н. С. Аронецкой (муниципий Тирасполь)[14][15]
6. 6 мая 2010 — Гажиу, Валериу Георгиевич (1938-2010) — кинорежиссёр, сценарист[16]
7. 14 мая 2010 — Лазарюк, Анастасия (род. 1953) — исполнитель эстрадной музыки[17]
8. 30 июля 2010 — Круликовски, Нина[рум.] (род. 1951) — исполнитель эстрадной музыки[18]
9. 30 июля 2010 — Мунтян, Георге (1934-2018) — преподаватель республиканского колледжа изобразительных искусств имени Александру Плэмэдялэ[18]
10. 20 августа 2010 — Тамазлыкару, Андрей[рум.] (род. 1940) — артист Этнофольклорного ансамбля «Tălăncuţa»[19]
11. 31 августа 2010 — Мокану, Мария — научный исследователь Института филологии Академии наук Молдовы[20]
12. 7 октября 2010 — Мустя, Андрей — артист-инструменталист ансамбля народной песни и танца «Fluieraş»[21]
13. 20 октября 2010 — Ставрат, Константин — актёр (Бэлцкий национальный государственный театр имени Василе Александри)[22][23][24]
14. 20 октября 2010 — Волонтир, Еуфросиния Алексеевна — актриса (Бэлцкий национальный государственный театр имени Василе Александри)[22][25]
15. 26 октября 2010 — Стырча, Мариан — художественный директор, сотрудник Национальной филармонии имени Сергея Лункевича[26]
16. 28 октября 2010 — Шевчишин, Георге — главный дирижёр, сотрудник Национального академического ансамбля народного танца «Joc»[27]
17. 29 октября 2010 — Берзой, Тамара[28]
18. 30 октября 2010 — Бахнару, Мариана — выпускающий редактор дирекции программ, координации и анализа вещания радио[29]
19. 3 декабря 2010 — Болбочану, Зинаида — исполнительница народной музыки[30]
20. 3 декабря 2010 — Кирияку, Анатолие (род. 1953) — композитор[30]
21. 3 декабря 2010 — Дынга, Валентин Иванович (1951-2014) — композитор[30]
22. 3 декабря 2010 — Петраке, Штефан (1949-2020) — исполнитель эстрадной музыки[30]
23. 17 декабря 2010 — Ботгрос (Беженару), Лидия[рум.] (род. 1953) — солистка-вокалистка, артист Национального оркестра народной музыки «Lăutarii»[31]
24. 17 декабря 2010 — Чуботару, Николае — солист-вокалист, артист Национального оркестра народной музыки «Lăutarii»[31]
25. 17 декабря 2010 — Руденко, Борис — солист-инструменталист, артист Национального оркестра народной музыки «Lăutarii»[31]
26. 17 декабря 2010 — Тыршу, Симион — солист-инструменталист, артист Национального оркестра народной музыки «Lăutarii»[31]
27. 19 декабря 2010 — Ирина Логин (род. 1939), Румыния [32]
28. 19 декабря 2010 — Помохач, Кристиан-Дорин[рум.] (род. 1969), Румыния [32]
29. 21 декабря 2010 — Барбу, Наталья (род. 1979) — солистка-вокалистка эстрады[33]
30. 21 декабря 2010 — Сарабаш, Мария[англ.] (род. 1948) — исполнительница народной музыки[33]
31. 21 декабря 2010 — Унгуряну, Теодор — руководитель этнофольклорного ансамбля «Ştefan Vodă»[33]

### 2011 год (31 человек)
1. 10 февраля 2011 — Гозун, Пётр[рум.] — президент Федерации танцевального спорта Молдовы, президент спортивного клуба танца «Codreanca»[34]
2. 28 марта 2011 — Казак, Валериу — актёр Муниципального театра «Satiricus Ion Luca Caragiale»[35]
3. 28 марта 2011 — Кукурузак, Еуджен — актёр Муниципального театра «Satiricus Ion Luca Caragiale»[35][36]
4. 28 марта 2011 — Дарий, Николае — актёр Национального театра имени Михая Эминеску[35]
5. 28 марта 2011 — Дохотару, Николае — главный дирижёр оркестра Национального театра оперы и балета[35][37]
6. 28 марта 2011 — Жуков, Титус[рум.] — художественный директор и режиссёр Республиканского кукольного театра «Licurici»[35]
7. 28 марта 2011 — Назаркевич, Маргарета — актриса театра имени Алексея Матеевича[35]
8. 28 марта 2011 — Панфил, Лидия — режиссёр[35]
9. 28 марта 2011 — Вуткэрэу, Петру[рум.] — художественный директор и режиссёр театра «Eugene Ionesco»[35]
10. 20 мая 2011 — Блажину, Думитр (1934—2015) — виолончелист, композитор и фольклорист[38]
11. 20 мая 2011 — Константинова, Элеонор[рум.] (05.11.1940) — режиссёр Национального театра оперы и балета[38][39]
12. 20 мая 2011 — Рэчилэ, Анатол (15.06.1956) — директор Национального государственного театра имени Василе Александри, муниципий Бэлць[38][40]
13. 20 мая 2011 — Ривилис, Павел Борисович (1936—2014) — композитор[38]
14. 20 мая 2011 — Тодираш, Витали (1955—2017) — актёр Национального государственного театра имени Василе Александри, муниципий Бэлць[38]
15. 5 августа 2011 — Стахи, Виктор — музыкальный редактор, режиссёр и ведущий программ Компании «Teleradio-Moldova»[41]
16. 10 октября 2011 — Барба (Барбу), Ана[рум.] — солистка-вокалистка[42]
17. 10 октября 2011 — Карас, Игорь — актёр Государственного русского драматического театра имени А. П. Чехова[42]
18. 10 октября 2011 — Чобану-Мэрджиняну, Нелля (Чобану, Нелли) — солистка-вокалистка[42]
19. 10 октября 2011 — Кожокару, Валериу — солист оперы Национального театра оперы и балета[42][43]
20. 27 октября 2011 — Гозун, Светлана — главный тренер спортивного клуба танца «Codreanca»[44]
21. 6 декабря 2011 — Порубин, Андрей — артист, журналист и ведущий радио- и телепрограмм[45]
22. 13 декабря 2011 — Раковицэ, Петру — солист оперы[46][47]
23. 14 декабря 2011 — Садовник, Юрие — исполнитель эстрадной музыки[48]
24. 27 декабря 2011 — Булат, Владимир — художник-сценограф[49]
25. 27 декабря 2011 — Каранфил, Нина (Нинель) — актриса театра и кино[49]
26. 27 декабря 2011 — Мамот, Евгений — композитор[49]
27. 27 декабря 2011 — Маркочу, Ион — актёр Национального государственного театра имени Василе Александри, муниципий Бэлць[49]
28. 27 декабря 2011 — Негоицэ, Георге (Юрие) — актёр театра и кино[49]
29. 27 декабря 2011 — Петрару, Георге — актёр театра «Eugene Ionesco»[49]
30. 27 декабря 2011 — Тиранин, Сергей-Сталмир (1936—2020) — актёр Государственного русского драматического театра имени А. П. Чехова[49][50]
31. 30 декабря 2011 — Мошану, Леонид — артист-инструменталист оркестра народной музыки «Folclor» Национальной филармонии имени Сергея Лункевича[51]

### 2012 год (10 человек)
1. 12 марта 2012 — Долгану, Раду — художественный директор ансамбля «Noroc»[52]
2. 14 марта 2012 — Морошану, Василе — исполнитель эстрадной музыки[53]
3. 15 марта 2012 — Горгосу, Владимир — художественный руководитель группы «Millenium»[54]
4. 15 марта 2012 — Тодерашку, Михай — композитор, исполнитель эстрадной музыки[54]
5. 10 мая 2012 — Будилевски, Валентина — главный дирижёр хоровой капеллы «Moldova»[55]
6. 10 мая 2012 — Михай, Вероника — исполнительница народной музыки[55]
7. 20 июля 2012 — Урски, Георге (18.01.1948) — актёр, режиссёр и писатель[56]
8. 23 августа 2012 — Паул Суруджиу (Фуего) (23.08.1976) — исполнитель эстрадной и народной музыки (Румыния) [57][58]
9. 5 ноября 2012 — Канашин, Юрие — член Союза художников[59]
10. 14 ноября 2012 — Думитраш, Анатол (1955—2016) — композитор и исполнитель эстрадной музыки[60]

### 2013 год (3 человека)
1. 15 января 2013 — Гаврилов, Всеволод Сергеевич (1942—2020) — ведущий мастер сцены Государственного русского драматического театра имени А. П. Чехова[61][62]
2. 16 сентября 2013 — Гроник, Гаврил — артист-инструменталист оркестра народной музыки «Folclor»[63]
3. 30 декабря 2013 — Стрезева, Анна — солистка-инструменталистка Органного зала[64]

### 2014 год (5 человек)
1. 26 мая 2014 — Дрэган, Диде[рум.] — исполнительница эстрадной музыки (Румыния) [65]
2. 4 ноября 2014 — Мырзенко, Анатол[рум.] — автор и исполнитель песен[66]
3. 4 ноября 2014 — Жереги, Валериу (19.10.1948) — режиссёр, член Союза кинематографистов[67]
4. 21 ноября 2014 — Стратулат, Василе — главный режиссёр, сотрудник концертно-продюсерской организации «Moldova-Concert»[68]
5. 19 декабря 2014 — Матей, Юрие (11.03.1968) — член Союза художников, член Союза театральных деятелей[69][70][71]

### 2015 год (9 человек)
1. 15 января 2015 — Гыскэ, Юрие — солист Национального театра оперы и балета имени Марии Биешу[72][73]
2. 15 января 2015 — Харет, Константин Спирович (04.09.1969) — директор Государственного русского драматического театра имени А. П. Чехова[72][74]
3. 28 мая 2015 — Гажу, Емил — актёр и режиссёр Национального театра имени Михая Эминеску[75]
4. 28 мая 2015 — Макаренко, Игорь — солист оперы Национального театра оперы и балета имени Марии Биешу[75][76]
5. 28 мая 2015 — Терентьев, Алексей — солист балета Национального театра оперы и балета имени Марии Биешу[75]
6. 28 мая 2015 — Терентьев, Кристина — солистка балета Национального театра оперы и балета имени Марии Биешу[75]
7. 3 июля 2015 — Хадыркэ, Петру[рум.] — актёр и режиссёр[77]
8. 30 октября 2015 — Герас, Мариан — главный дирижёр, сотрудник Национального академического ансамбля народного танца «Joc»[78]
9. 30 октября 2015 — Сандул, Евгения — главный балетмейстер, сотрудник Национального академического ансамбля народного танца «Joc»[78]

### 2016 год (14 человек)
1. 26 января 2016 — Пьерсик, Флорин (27.01.1936) — актёр театра и кино (Румыния) [79]
2. 24 марта 2016 — Русу, Николае — режиссёр музыкально-концертных спектаклей[80]
3. 9 июня 2016 — Попеску, Стела (21.12.1935—23.11.2017) — актриса театра и кино (Румыния) [81]
4. 9 июня 2016 — Бучучяну-Ботез, Тамара (10.08.1929—15.10.2019) — актриса театра и кино (Румыния) [82]
5. 30 июня 2016 — Латышев, Анатол — солист ансамбля народной музыки «Trandafir de la Moldova»[83]
6. 14 июля 2016 — Шац, Иосиф (род. 1950) — режиссёр Государственного русского драматического театра имени А. П. Чехова[84][85][86]
7. 25 июля 2016 — Палица, Николае — солист-вокалист Президентского оркестра[87]
8. 13 сентября 2016 — Адвахов, Василе[рум.] — скрипач, главный дирижёр муниципального оркестра народной музыки под руководством братьев Адваховых, Кишинэу[88]
9. 13 сентября 2016 — Адвахов, Виталие[рум.] — аккордеонист, художественный руководитель муниципального оркестра народной музыки под руководством братьев Адваховых, Кишинэу[88]
10. 13 сентября 2016 — Поклитару, Раду Витальевич (22.03.1972) — режиссёр, художественный руководитель театра «Киев модерн-балет» (Украина) [89]
11. 7 ноября 2016 — Попеску, Леонид — член Союза художников[90]
12. 10 ноября 2016 — Агафица, Михаил — художественный руководитель и главный дирижёр симфонического оркестра Национальной филармонии имени Сергея Лункевича[91]
13. 10 ноября 2016 — Федка, Елена — музыкальный режиссёр Национальной филармонии имени Сергея Лункевича[91]
14. 30 ноября 2016 — Ботгросу, Корнелиу — артист-инструменталист Национального оркестра народной музыки «Lăutarii»[92]

### 2017 год (4 человека)
1. 8 марта 2017 — Доряну, Алла Васильевна (07.12.1948) — актриса Театра драмы и комедии имени Надежды Аронецкой, город Тирасполь[93][94][95]
2. 27 декабря 2017 — Желеску, Николае — актёр и режиссёр Театра «Alexei Mateevici»[96]
3. 27 декабря 2017 — Вуткэрэу (Меншиков), Ала — актриса Национального театра «Eugene Ionesco»[96]
4. 27 декабря 2017 — Сокиркэ, Андрей — актёр Национального театра «Eugene Ionesco»[96]

### 2018 год (9 человек)
1. 6 марта 2018 — Шоломей, Лилия (15.03.1970) — солистка Национального театра оперы и балета «Maria Bieșu»[97][98]
2. 20 апреля 2018 — Горгосу, Александр — композитор, аранжировщик[99]
3. 20 апреля 2018 — Сечкин, Михаил — дирижёр, член Союза театральных деятелей Молдовы[99]
4. 20 апреля 2018 — Сырбу, Илья — музыкант[99]
5. 10 июня 2018 — Киркоров, Филипп Бедросович (30.04.1967) — исполнитель эстрадной музыки, композитор и продюсер (Российская Федерация) [100]
6. 12 июня 2018 — Василатий (Гурьевский), Ольга — преподаватель-репетитор солистов балетной труппы Национального театра оперы и балета имени Марии Биешу[101]
7. 7 сентября 2018 — Доготарь (Нафорницэ), Валентина — оперная певица[102]
8. 23 октября 2018 — Ботезату-Долган, Лидия[рум.] — солистка-вокалистка aнсамбля «Noroc»[103]
9. 23 октября 2018 — Гибу, Николае — режиссёр, сценарист, кинокритик[103]

### 2019 год (13 человек)
1. 15 января 2019 — Кашу, Василе — актёр Муниципального театра «Satiricus» Ion Luca Caragiale[104]
2. 15 января 2019 — Материнко, Борис — солист оперы Национального театра оперы и балета «Maria Bieșu»[104]
3. 15 января 2019 — Руснак, Константин — композитор, генеральный секретарь Национальной комиссии Республики Молдова по делам ЮНЕСКО[104]
4. 27 марта 2019 — Морозов, Александр Сергеевич (20.03.1948) — композитор (Российская Федерация) [105]
5. 27 декабря 2019 — Корнеску, Виорел — актёр Национального театра «Satiricus Ion Luca Caragiale»[106]
6. 27 декабря 2019 — Делински, Валентин — актёр Национального театра «Satiricus Ion Luca Caragiale»[106]
7. 27 декабря 2019 — Игнат, Виктор — режиссёр и художественный директор эпического театра этнографии и фольклора «Ion Creangă»[106]
8. 27 декабря 2019 — Жакотэ, Виталие — актёр, режиссёр, сценарист центра культуры и искусства «Ginta Latină»[106]
9. 27 декабря 2019 — Митряну, Игорь — актёр Национального театра «Satiricus Ion Luca Caragiale»[106]
10. 27 декабря 2019 — Туз, Светлана Дмитриевна (07.11.1948) — актриса Государственного русского драматического театра имени А. П. Чехова[106][107][108]
11. 27 декабря 2019 — Цэрнэ, Николае — актёр, режиссёр центра культуры и искусства «Ginta Latină»[106]
12. 27 декабря 2019 — Влад, Вячеслав — актёр, генеральный директор Национального театра «Vasile Alecsandri», муниципий Бэлць[106]
13. 27 декабря 2019 — Завалённый, Владимир Карпович — ведущий мастер сцены Государственного русского драматического театра имени А. П. Чехова[106][108][109]

### 2020 год (16 человек)
1. 6 февраля 2020 — Гончар, Сильвия — солистка-вокалистка, артист оркестра народной музыки «Folclor»[110]
2. 6 февраля 2020 — Русу, Василе — артист-инструменталист, артист оркестра народной музыки «Folclor»[110]
3. 4 марта 2020 — Илиуц, Мария[рум.] — исполнительница народной музыки[111]
4. 31 августа 2020 — Грибинч, Николае[рум.] — художественный руководитель Этно-фольклорного ансамбля «Plăieșii»[112]
5. 31 августа 2020 — Григорьева, Сильвия[рум.] — исполнительница[112]
6. 31 августа 2020 — Ягупов, Роман — солист Группы «Zdob și Zdub»[112]
7. 31 августа 2020 — Пынтя, Маргарета — актриса Национального театра «Mihai Eminescu»[112]
8. 31 августа 2020 — Русу, Игорь — исполнитель народной музыки[112]
9. 30 сентября 2020 — Окишану, Андриана — солистка-вокалистка, артист Ансамбля песен и танцев «Flueraș»[113]
10. 30 сентября 2020 — Штефанец, Эдгар — дирижёр, артист Ансамбля песен и танцев «Flueraș»[113]
11. 30 сентября 2020 — Штефанец, Марчел — главный художественный руководитель, артист Ансамбля песен и танцев «Flueraș»[113]
12. 30 сентября 2020 — Лапикус, Анатолие — пианист, артист Национальной филармонии «Serghei Lunchevici»[114]
13. 30 сентября 2020 — Махович, Юрие — пианист, артист Национальной филармонии «Serghei Lunchevici»[114]
14. 30 сентября 2020 — Степан, Илона — главный дирижёр Хоровой академической капеллы «Doina», артист Национальной филармонии «Serghei Lunchevici»[114]
15. 30 сентября 2020 — Врынчану, Симион — концертмейстер Симфонического оркестра, артист Национальной филармонии «Serghei Lunchevici»[114]
16. 18 декабря 2020 — Дужа, Симион — артист-инструменталист[115].

### 2021 год (13 человек)
1. 17 мая 2021 — Дони, Нина — актриса республиканского театра «Luceafărul»[116]
2. 17 мая 2021 — Хомицкая, Анастасия — прима-балерина, художественный руководитель балетной труппы Национального театра оперы и балета «Maria Bieșu»[116]
3. 17 мая 2021 — Осояну, Елена — исполнительница народной музыки[116]
4. 17 мая 2021 — Осояну, Юлия — исполнительница народной музыки, руководитель фольклорного ансамбля теоретического лицея «Orizont», муниципий Кишинэу[116]
5. 17 мая 2021 — Осояну, Валентина — исполнительница народной музыки, руководитель фольклорного ансамбля теоретического лицея «Spiru Haret», муниципий Кишинэу[116]
6. 17 мая 2021 — Осояну-Бивол, Мария — исполнительница народной музыки, руководитель фольклорного ансамбля «Datina» начальной школы № 82, муниципий Кишинэу[116]
7. 17 мая 2021 — Осояну-Рошка, Ромела — исполнительница народной музыки, руководитель фольклорного ансамбля «Măruț-Mărgăritar» теоретического лицея «Ginta Latină», муниципий Кишинэу[116]
8. 6 октября 2021 — Чобану, Анджела — актриса; артист Национального театра «Mihai Eminescu»[117]
9. 6 октября 2021 — Козуб, Александр — режиссёр; артист Национального театра «Mihai Eminescu»[117]
10. 6 октября 2021 — Дурбалэ, Анатолие[рум.] — актёр; артист Национального театра «Mihai Eminescu»[117]
11. 6 октября 2021 — Лянка, Александр — актёр; артист Национального театра «Mihai Eminescu»[117]
12. 6 октября 2021 — Лука, Сильвия[рум.] — актриса; артист Национального театра «Mihai Eminescu»[117]
13. 6 октября 2021 — Ойстрик, Пётр — актёр; артист Национального театра «Mihai Eminescu»[117]

### 2022 год (2 человека)
1. 25 сентября 2022 — Константинов, Олег — главный хормейстер; артист Национального театра оперы и балета «Maria Bieșu»[118]
2. 25 сентября 2022 — Попов, Светлана — дирижёр оркестра; артист Национального театра оперы и балета «Maria Bieșu»[118]

### 2023 год (8 человек)
1. 13 января 2023 — Бэтрыну, Тимофей — художник-ваятель[119]
2. 13 января 2023 — Магдыл, Анатолие — хореограф, художественный руководитель Ансамбля песни и танца «Mărțișor»[119]
3. 13 января 2023 — Палади, Ион — вокалист Национального оркестра народ-ной музыки «Lăutarii»[119]
4. 13 января 2023 — Сак, Марие — художник-ваятель[119]
5. 26 сентября 2023 — Палей, Александер — пианист[120]
6. 13 октября 2023 — Конунова, Александра — скрипачка[121]
7. 13 октября 2023 — Копачинская, Патрисия — скрипачка[121]
8. 13 октября 2023 — Нану, Алина[англ.] — солистка балета[121]

### 2024 год (6 человек)
1. 15 января 2024 — Адам, Константин — актёр, Национальный театр имени Михая Эминеску[122]
2. 15 января 2024 — Богян, Валентина — композитор, музыкант, инструменталист[122]
3. 15 января 2024 — Колохина, Людмила — актриса, Государственный русский драматический театр имени А. П. Чехова[122]
4. 15 января 2024 — Мокану, Ион — актёр, Национальный театр имени Михая Эминеску[122]
5. 15 января 2024 — Пахоми, Валериу — актёр, Национальный театр «Eugene Ionesco»[122]
6. 12 сентября 2024 — Оника, Диана — актриса, Национальный театр имени Михая Эминеску[123]